# Rhacophorus yaoshanensis
Espèce
Synonymes
- Polypedates yaoshanensis (Liu & Hu, 1962)

Statut de conservation UICN

 EN B1ab(iii) : En danger
Rhacophorus yaoshanensis est une espèce d'amphibiens de la famille des Rhacophoridae.

## Répartition
Cette espèce est endémique du xian de Jinxiu dans la province du Guangxi en République populaire de Chine. Elle est présente entre 800 et 1 500 m d'altitude,.

## Publication originale
- Liu & Hu, 1962 : A Herpetological report of Kwangxi. Acta Herpetologica Sinica, vol. 14, suppl., p. 73-104.